# Leesdrama
Een leesdrama is een dramatekst die bedoeld is om te lezen en niet om op te voeren. Bij uitbreiding wordt de term ook gebruikt voor dramateksten die wel voor het podium bedoeld zijn maar er in de praktijk niet geschikt voor blijken. Het genre laat meer vrijheid aan de verbeelding van auteur en lezer. Typisch voor een leesdrama is het ontbreken van visualiserende aanwijzingen, de lengte, het gebrek aan handeling, het grote aantal personages of de complexere zinsbouw en plot. Ook het ontbreken van simultaneïteit in de dialogen kan kenmerkend zijn.

## Werken
De filosofische dialogen van oude Griekse en Romeinse schrijvers zoals Plato (zie Socratische dialoog) bevatten weinig actie en zijn geschreven in de vorm van gesprekken tussen personages waarbij de nadruk valt op de filosofische retoriek. Eveneens uit de oudheid worden de toneelstukken van de Romeinse schrijver Seneca de Jongere als leesdrama gezien. In de middeleeuwen kunnen de teksten van Hroswitha van Gandersheim (10e eeuw) en La Celestina van Fernando de Rojas (1499-1502) worden aangehaald. In het Nederlandse taalgebied zijn er vanaf de 16e eeuw stukken als Mariken van Nieumeghen (ca. 1515), de Historie van Jan van Beverley (ca. 1515) en de Historie van den jongen geheeten Jacke (1528). Engelse romantici, met voorop Byron, Shelley, Keats en Wordsworth, schreven vanaf de 18e eeuw zoveel leesdrama's dat de term closet drama ontstond. Later waren er Goethes Faust II (1831), Frederik van Eedens De broeders (1894), Albert Verweys Johan van Oldenbarnevelt (1895) en Paul Claudels Le livre de Christophe Colomb (1935). Karl Kraus kwam in 1918 op de proppen met het satirische toneelstuk Die letzten Tage der Menschheit, met zovele honderden personages dat de uitvoering tien avonden in beslag zou nemen. Toch is het op de planken gebracht, wat meteen de relativiteit van de afgrenzing aantoont.